# 1 Pegasi
1 Pegasi (1 Peg) es una estrella en la constelación de Pegaso de magnitud aparente +4,09.
Formó parte de la antigua constelación de Tigris, hoy descartada.
Se encuentra a 156 años luz del sistema solar.
1 Pegasi es una gigante naranja de tipo espectral K1III.
Tiene una temperatura efectiva de 4671 ± 24 K y es 60 veces más luminosa que el Sol.
Su radio es 12 veces más grande que el diámetro solar y gira sobre sí misma con una velocidad de rotación proyectada de solo 1,2 km/s.
Presenta una metalicidad —abundancia relativa de elementos más pesados que el helio— inferior a la solar ([Fe/H] = −0,14).
Tiene una edad estimada de casi 4000 millones de años y su cinemática parece corresponder a la de un miembro de la «corriente de Hércules»; éste es un grupo grande de estrellas en las cercanías del Sistema Solar cuya velocidad de rotación en torno al centro galáctico difiere significativamente de la que tienen la gran mayoría de las estrellas de la Vía Láctea.
1 Pegasi forma un sistema binario con una estrella de magnitud 8,4 separada 36 segundos de arco.
Dicha acompañante es, a su vez, una binaria espectroscópica con un período orbital de 3,04 años. La componente principal de esta binaria es una enana naranja de tipo K0V.